# TORU (ドッキングシステム)

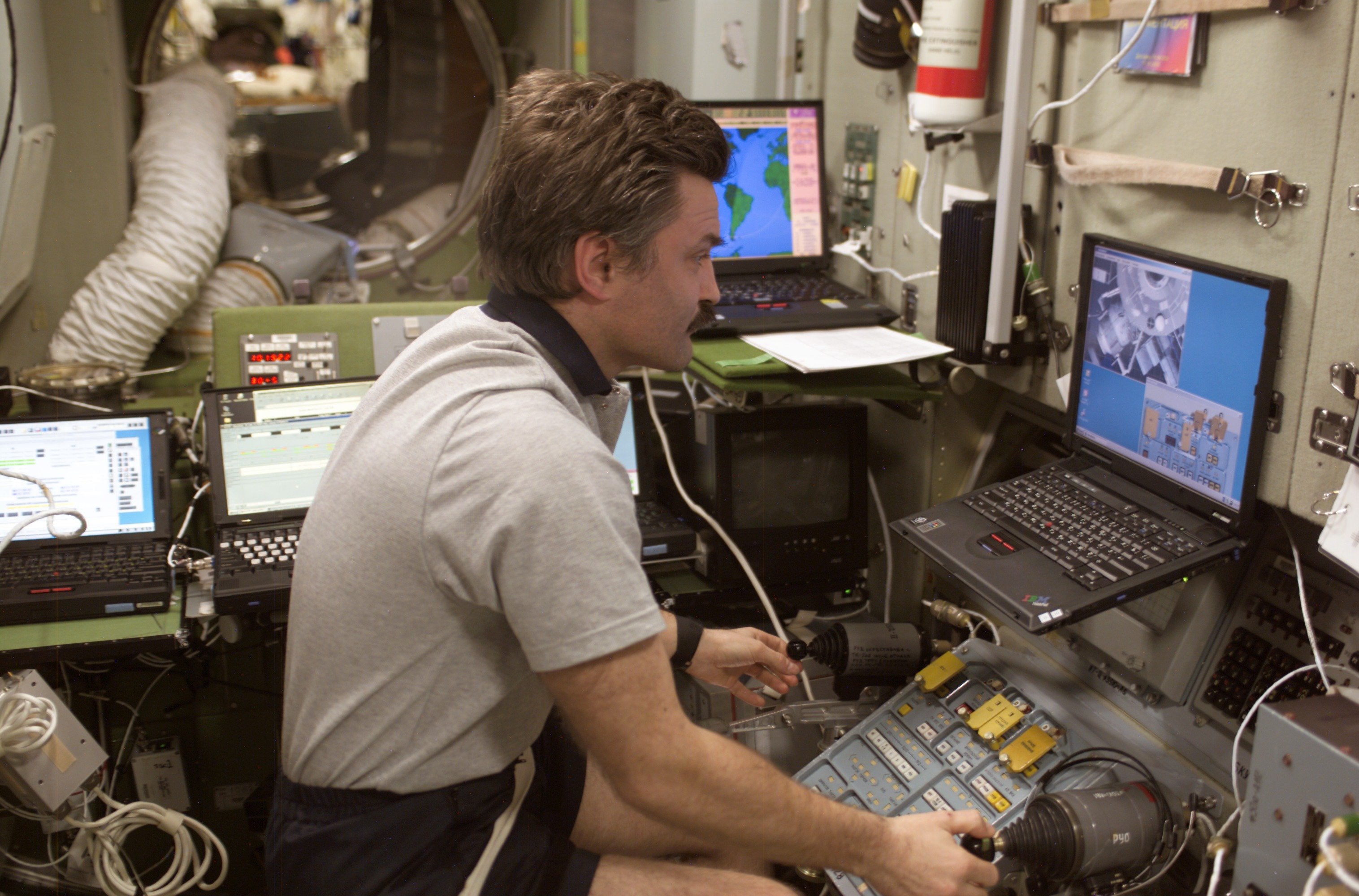
プログレスM1-11のドッキングに向けて、ズヴェズダモジュール内で、TORUシステムを用いたドッキングの練習をするクルー

TORU（ロシア語: Телеоператорный Режим Управления）システムはロシアのソユーズおよびプログレス宇宙船の手動ドッキングシステム。自動ドッキングシステムクルスのバックアップとして採用されており、かつてはミール、サリュートに、現在は国際宇宙ステーション計画に使用されている。

## 概要
TORUシステムが公となったのは、1997年、プログレスM-34がミールに手動接近する際にこのシステムが使用され、ミールと激突する結果となった時のことである。これはTORUの改良研究目的のテスト中に起こったことであった。
TORUシステムは2本のジョイスティックを使って機体を操縦する。左のジョイスティックは機体の運動を制御し、右のジョイスティックは機体の方向を制御する。ドッキングする宇宙機にはカメラが取り付けられており、宇宙ステーションからの遠隔操作時に視覚フィードバックを提供する。またドッキングプロセスに影響する可能性のある、宇宙機からの音声も操縦者に転送される。
操縦する宇宙機がステーションに信号通信遅延がほとんどないほど十分に接近していても、宇宙飛行士は「TORUシステムには確かな遅延がある」と述べている。TORUのドッキング信号を観測したと考えているアマチュア無線家もいる。